# Melle Gallhöfer Dach
Die Melle Gallhöfer Dach GmbH ist ein Dach-Spezialist innerhalb der STARK Unternehmens-Gruppe, der 2017 aus dem Zusammenschluss der Melle Dachbaustoffe GmbH und der Gallhöfer Dach GmbH hervorgegangen ist. Der gemeinsame Firmensitz des Unternehmens befindet sich seit 2017 in Neuss in Nordrhein-Westfalen. Im Oktober 2021 wurde nach Freigabe der europäischen Kartellbehörde die Übernahme durch die Stark Deutschland GmbH vollzogen.

## Geschichte

### Gallhöfer

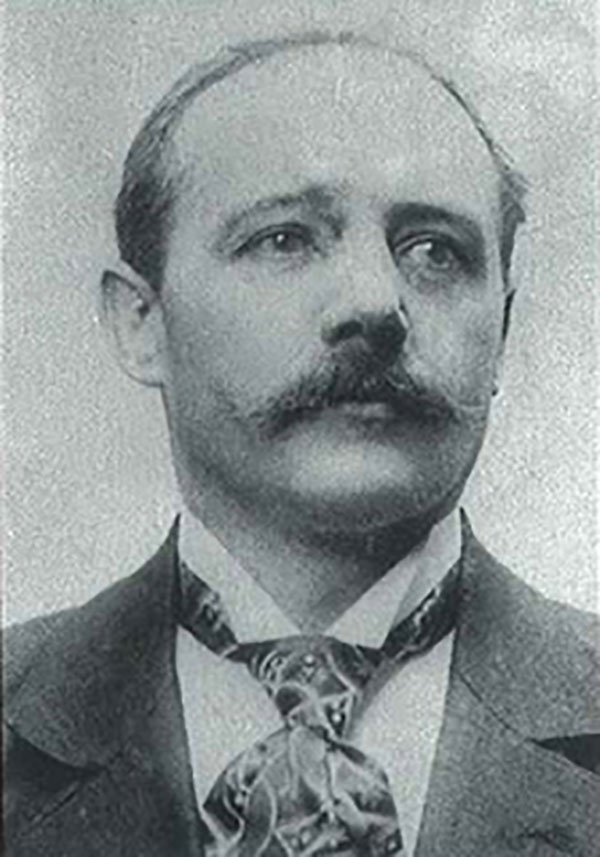
Anton Gallhöfer

Die Geschichte der Melle Gallhöfer Dach GmbH begann 1899 in Köln mit der Eröffnung einer Spezialgroßhandlung für Schiefer- und Falzziegel durch den Dachdeckermeister und Kaufmann Anton Gallhöfer (1863–1927). Das Unternehmen blieb zunächst in Familienhand. Wilhelm Gallhöfer übernahm 1920 die Geschäfte. Sein Sohn Willi Gallhöfer führte das Unternehmen ab 1953 in dritter Generation weiter, die Brüder Christoph und Martin Gallhöfer traten nach 1970 in vierter Generation in das Unternehmen ein.

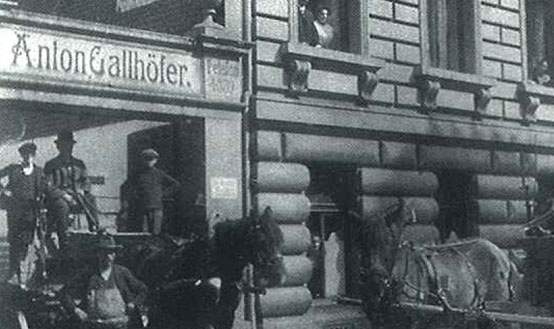
Erster Gallhöfer Standort

Bereits in den ersten Jahrzehnten eröffnete die Anton Gallhöfer GmbH mehrere Niederlassungen, von denen im Laufe der Weltwirtschaftskrise zwischen 1930 und 1932 drei schließen mussten. Allein der Standort Oberhausen blieb bestehen und Fritz Schang erwarb erstmals Anteile. Mit dem Wiederaufbau nach dem Zweiten Weltkrieg expandierte das Unternehmen erneut und erwarb 1970 den Baustoffhändler Paul Starzonek KG. 1983 verlegte es seinen Firmenstandort von Köln nach Hürth-Efferen auf ein größeres Gelände. Zwischen 1991 und 2004 wurden Firmen und Beteiligungen erworben, dazu zählte 1991 eine 50-prozentige Beteiligung an der Firma Miersch & Stephan in Dresden.
1992 übernahm die Familie Schang vollständig die Gallhöfer GmbH in Oberhausen, blieb aber Bestandteil der „Einkaufskooperation Gallhöfer Gruppe“. Der Erwerb der Firma Litwinschuh & Bonk in Völklingen entwickelte sich zum zweiten Standbein der Gallhöfer Gruppe und führte zu Neugründungen in Düren (1993), Döbern/Cottbus (1991), Frankfurt an der Oder (1994), Kaiserslautern (1998 bis 2004) und Berlin (1999 bis 2004). Während die Firma Anton Gallhöfer 2003 in den Saint-Gobain-Konzern überging, wird die GmbH in Oberhausen eigenständig. 2007 und 2008 übernahm die Gallhöfer Gruppe weitere Firmen in ganz Deutschland, dazu zählt die Fa. BSSL GmbH in Garbsen und die Rudi Griesinger GmbH & Co. KG in Stuttgart und Birkenfeld, die Firma Wider Bautechnik in Stuttgart, Albert Kirchhoff GmbH & Co. KG in Osnabrück, Stemwede und Sande sowie in Tangermünde die Tangermünder Dachbaustoffe GmbH. 2013 folgte der Zusammenschluss mit dem Schwester-Unternehmen Schäfer Dach GmbH und zum Januar 2016 mit dem Carve out durch palero capital GmbH der Austritt aus dem Saint-Gobain-Konzern.

### Melle
Die Firma Karl Melle wurde 1986 von den langjährigen Mitarbeitern Horst Gehrke, Manfred Marks, Hilmar Merkel, Heinrich Meier, Volker Seidel und Jürgen Richter übernommen. Nach der Übernahme der Firma Hett 1988 in Hannover und der Gründung der Melle GmbH Nordhausen und Melle GmbH Landsberg in den Jahren 1990 und 1991 folgte drei Jahre später eine Umstrukturierung und die Gründung des Dienstleistungscenters Melle Service GmbH. 1997 eröffnete eine weitere Niederlassung in Kassel und 1999 die „Dachwelt Hannover“. Der Standort Osterode wurde umfirmiert, 1994 zunächst zu Melle Dachbaustoffe GmbH Osterode und Melle Industriebedarf GmbH Osterode, 2000 von Melle Dachbaustoffe GmbH Osterode (Filiale Kassel) zu Melle Dachbaustoffe GmbH Kassel. 2006 ging die Melle Gruppe zu SIG Germany über und gehörte ab 2014 zu The Gores Group.

### Zusammenschluss zur Melle Gallhöfer Dach GmbH
2017 fusionierten die Melle Dachbaustoffe GmbH und die Gallhöfer Dach GmbH. Der gesellschaftsrechtliche Zusammenschluss zur Melle Gallhöfer Dach GmbH erfolgte 2018.

### Übernahme durch STARK Deutschland
Seit dem 29. Oktober 2021 gehört die Melle Gallhöfer Dach GmbH zur Stark Deutschland Gruppe, dem führenden deutschen Baustoff-Fachhändler.

## Firmenstruktur
Die Melle Gallhöfer Dach GmbH hat deutschlandweit 48 Niederlassungen. Walter Hitziger wurde zum 1. Juli 2020 CEO und ergänzt die Geschäftsführung mit Michael Rüter und Steffen Hirsch. Das Unternehmen beschäftigt knapp 800 Mitarbeiter und macht jährlich einen Umsatz von zirka 300 Millionen Euro.

## Produkte
Melle Gallhöfer bietet mehr als 30.000 Produkte etwa für Steil- und Flachdächer, darunter Dachbaustoffe, Eindeckungsmaterialien und Dachdeckerbedarf. Für den Aufbau von Dachstühlen finden Kunden diverse Holzprodukte, sei es Konstruktionsvollholz, Brettschichtholz, Holzwerkstoffplatten oder Holzfaserdämmung. Darüber hinaus bietet der Bedachungsgroßhandel Metalle in unterschiedlichen Qualitäten und Dicken, ob Dachrinnen, Kantteile oder Stahlbleche.
Das Sortiment umfasst des Weiteren Markenprodukte in den Bereichen Werkzeug, Handwerkzeug und Elektromaschinen; Befestigungsmittel für Holz, Beton und Stahlbeton sowie Berufsbekleidung, Arbeitsschuhe und Arbeitsschutz.